# Tom Soda
TÓM SÓDA (справжнє ім'я: Артéм Андрійович Карпéнко; нар. 8 травня 1992, Кременчук, Україна) — український співак, композитор, поет, режисер. Учасник телевізійних шоу «Караоке на майдані» та «X-Фактор» на каналі СТБ.

## Життєпис

### Ранні роки
Артем Андрійович Карпенко народився 8 травня 1992 року в місті Кременчук Полтавської області. З раннього дитинства займався музикою та бальними танцями.
У 2005 році отримав звання кандидата у майстри спорту з бальних танців.
В грудні 2012 року переїхав до Києва. Того ж року бере участь у телевізійному шоу X-Фактор.
У 2017 році підписав контракт з найбільшим українським лейблом Moon Records.
7 серпня 2017 року вийшло відразу два відеокліпи на сингл «Очі» та «ON MY MIND», де артист виступив режисером.

### X-Фактор
Вперше взяв участь у другому сезоні шоу у вересні 2011 року. З піснею Adagio отримав три з чотирьох «так».
У 2012 році вдруге взяв участь вже у третьому сезоні шоу виступивши в дуеті з Анастасією Левицькою й отримав чотири «так» від журі виконавши кавер на пісню Selena Gomes — Love you like love Song.
На другому етапі шоу вони виконали кавер на пісню «Эхо любви» Анни Герман і залишили проект так і не дійшовши до прямих ефірів.

### 2016
15 листопада 2016 вийшов дебютний сингл Falling down.

### 2022
Після деокупації Київщини Tom Soda доєднався до благодійного фонду “ЗА МИРНЕ НЕБО”, який лагодить понівечені війною домівки на найпостраждаліших ділянках країни.
Фонд, з перших днів війни вже ліквідував наслідки в більше ніж 700 будинках у 5 регіонах України, роздав допомогу більше ніж 59 000 постраждалим та залучив до роботи  більше ніж 100 волонтерів. 
Разом із фондом Tom Soda фільмував наслідки, брав інтерв‘ю у постраждалих та показував їх світові для висвітлення гуманітарної катастрофи, яку влаштувала російська армія в Україні.

### FOR A PEACEFUL SKY
У зв'язку з повномасштабною війною, у багатьох регіонах України виникла різка потреба в ліквідації наслідків руйнувань
та відбудові втрачених домівок українців.
Для того, щоб привернути увагу якомога більшої кількості людей, залучившись підтримкою талановитих українських авторів Богдана Андруха та Петра Берестенка, артист та його продакшн записали  "FOR A FEACEFUL SKY" -  пісню-маніфест українського народу, який щодня платить найвищу ціну заради безпечного майбутнього не тільки України, а і всього людства.
Кошти від її монетизації перераховані у фонд, що займається ліквідацією наслідків від обстрілів та відбудовою зруйнованого житла.

### 2023
Презентує першу збірку пісень. Мініальбом під назвою «Особливий» поєднує в собі авторські твори артиста з каверами на легендарні українські пісні.
Разом із платівкою команда артиста випустила ремастеринг відео та ремікс пісні «Не покохати», промо якої було скасовано через повномасштабне вторгнення росії 24-го лютого.
У вересні 2023 року пісня "Особлива" стає трендом в мережі TikTok і набирає більше 50 000 знятих на неї відео. 
Грудень 2023 року артист випускає відеокліп "Особлива" в якому зафільмовано реальне лсвідчення військового своїй коханій.

### 2024
Після тривалої перерви TOM SODA повертається з соціальним треком-маніфест «Щасливі люди» з нагоди «Місяця гордості», нагадуючи про те, що кожна людина має право на щастя незалежно від свого ґендеру та сексуальної орієнтації.
Разом із синглом «Щасливі люди» вийшов відеокліп, який був знятий на кількох київських локаціях, зокрема на колесі огляду на Контрактовій площі, Пішохідному мосту та Трухановому острові.
Tom Soda до Дня святого Миколая презентує новорічну версію легендарної української пісні “Смерека”, написаної у 1969 році. Автор слів та музики —  поет-пісняр Яким Любомир Антонович.
У своїй версії Tom Soda додає нове звучання та візуальний контекст, що підкреслює святковий, новорічний настрій. Варто зауважити, що для обкладинки використано оригінальний рукопис пісні авторства Яким Любомира, датований 1970 роком, що підкреслює зв’язок із першоджерелом.
Для створення автентичної атмосфери у кліпі зображені пейзажі Закарпаття (м. Рахів), стилізовані нейромережею. Ця композиція стала частиною дебютного альбому Tom Soda “Особливий”, однак її оновлена версія спеціально адаптована до зимової тематики.  
Постпродакшн кліпу тривав рік через складні умови роботи, пов'язані з відключеннями електроенергії, а режисером виступив сам виконавець. 

## Дискографія
Альбоми
- 2023: Особливий

### Сингли
- 2016 — Falling down
- 2017 — Очі
- 2017 — On my mind
- 2017 — Бежать
- 2018 — С тобой (acoustic)
- 2018 — Вселенная
- 2019  — Glory
- 2021 — Танцы
- 2022 — Не покохати
- 2022 — Черемшина
- 2022 — For a Peaceful Sky
- 2023 — "Особливий" - альбом
- 2023 — Не покохати 2023
- 2023 — Особлива
- 2024 — Щасливі люди
- 2024 — Смерека
- 2025 — Сама

## Відеокліпи
| Рік  | Назва пісні        | Режисер        |
| ---- | ------------------ | -------------- |
| 2017 | Очі                | Артем Карпенко |
| 2017 | On my mind         | Артем Карпенко |
| 2022 | Не Покохати        | Артем Карпенко |
| 2022 | Черемшина          | Артем Карпенко |
| 2022 | For a Peaceful Sky | Артем Карпенко |
| 2023 | Не Покохати 2023   | Артем Карпенко |
| 2023 | Наречена           | Артем Карпенко |
| 2023 | Особлива           | Артем Карпенко |
| 2024 | Щасливі люди       | Артем Карпенко |
| 2024 | Смерека            | Артем Карпенко |